# Organització internacional

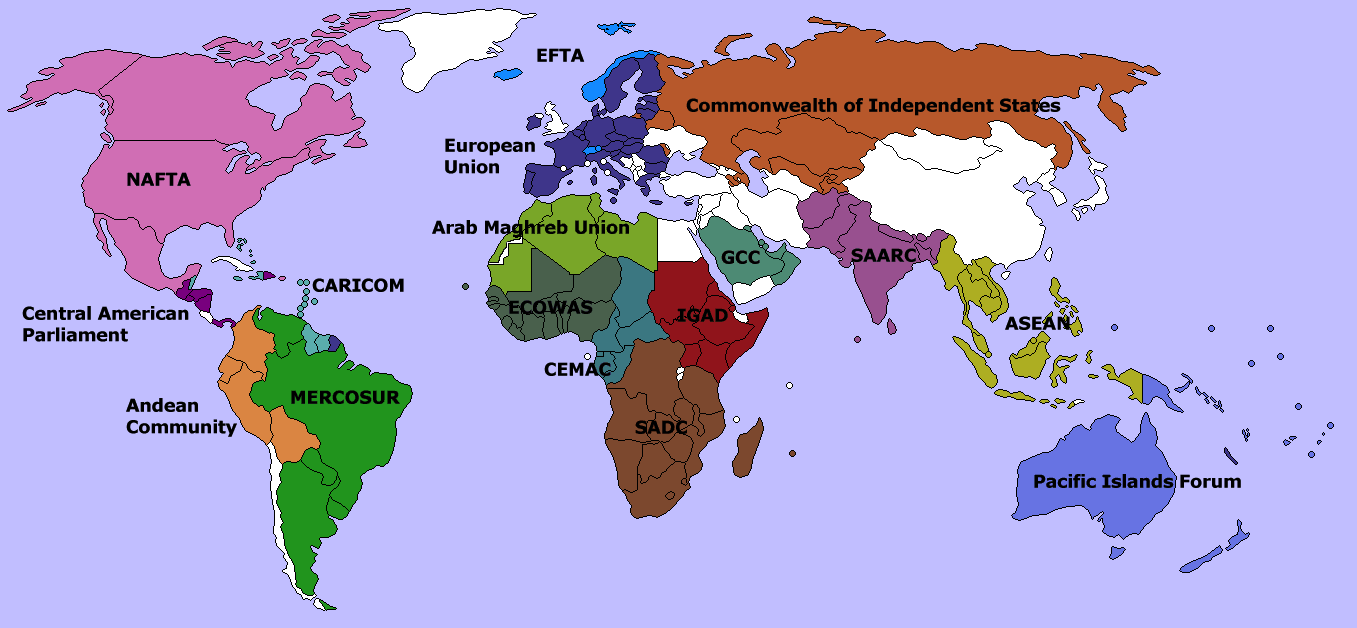
Principals blocs comercials.

Unions supranacionals.

Una organització internacional és, per definició, tota associació formada normalment per subjectes de Dret Internacional Públic, regulada per un conjunt de normes pròpies, amb membres, abast, o presència internacional que tenen com a objectiu unes finalitats comuns. En l'ús quotidià, el terme és generalment reservat per a les organitzacions intergovernamentals com les Nacions Unides, el Consell d'Europa, o l'Organització Mundial del Comerç, els membres són estats sobirans o d'altres organitzacions intergovernamentals. No obstant això, davant l'evolució i com a producte de la globalització hi ha una distinció recent entre:
- Organització internacional pública, o organització intergovernamental (OIG).
- Organització internacional privada, o organització no governamental (ONG).

## Distincions recents
Tot i que algunes organitzacions no governamentals, un terme que s'utilitza per referir-se generalment a organitzacions privades amb abast internacional com Creu Roja, Amnistia Internacional, o Metges Sense Fronteres, tenen, sens dubte, presència i objectius internacionals, és en el sentit d'organitzacions intergovernamentals que el terme "organització internacional" ha estat més utilitzat. Les organitzacions no governamentals tendeixen a enfocar-se més en qüestions mundials a nivells particulars en lloc de problemes d'Estat a nivells sistèmics.
Per tant, organització internacional s'ha convertit en un terme menys específic. Documents i llistes oficials i tècniques actuals afavoreixen els termes d'organització intergovernamental (OIG) i d'organitzacions no governamentals (ONG) per a garantir la claredat.
El Diccionari Pengui de Relacions Internacionals, confirma que "les organitzacions internacionals modernes són de dos tipus bàsics, la varietat "pública" coneguda com a organitzacions intergovernamentals (OIG) i la varietat "privada", organització no governamental internacional (ONG).
Les organitzacions internacionals són unes distincions recents molt bones en col·laboració per a tots.